# Casa Nova de Vila-seca
La Casa Nova de Vila-seca és un edifici de Sant Bartomeu del Grau (Osona) inclòs a l'Inventari del Patrimoni Arquitectònic de Catalunya.

## Descripció
Es tracta d'un edifici de dos pisos, de planta rectangular amb el teulat a doble vessant lateral respecte la façana principal. Els murs estan fets de pedres irregulars volgudament arrenglerades i amb poc morter. Les cantonades de l'edifici tenen pedres cantoneres molt ben tallades i totes les obertures de la casa esta voltades de maons.

## Història
Aquesta casa va ser construïda a principis de segle com a masoveria del Mas Vilaseca.